# بيتي (مغنية)
بيتي (بالأرمنية: Բեթթի)‏ هي مغنية أرمينية، ولدت في 7 مارس 2003 في أرمينيا.

## وصلات خارجية
- الموقع الرسمي